# 아서 새뮤얼
아서 새뮤얼(Arthur Samuel, 본명: 아서 리 새뮤얼, Arthur Lee Samuel, 1901년 12월 5일 ~ 1990년 7월 29일)은 컴퓨터 게임과 인공지능 분야의 미국의 선구자였다. 1959년에 "기계 학습(machine learning)"이라는 용어를 대중화했다. 새뮤얼의 체커 게임 프로그램은 세계 최초의 성공적인 자가 학습 프로그램 중 하나였으며, 인공지능(AI)의 기본 개념을 매우 초기에 보여준 사례였다. 또한 TeX 커뮤니티의 고위 구성원으로서 사용자의 요구에 많은 시간을 할애하여 개인적인 관심을 기울였고, 1983년에는 초기 TeX 매뉴얼을 집필했다.